# ويليام بيشوب (سياسي)
ويليام بيشوب (بالإنجليزية: William Bishop)‏ هو سياسي أمريكي، ولد في 1817 في مرتينسبورغ في الولايات المتحدة، وتوفي في 2 مايو 1879 في كاهوكا في الولايات المتحدة. حزبياً، نشط في الحزب الجمهوري.